# Eupyrrhoglossum venustum
Espèce
Eupyrrhoglossum venustum est une espèce d’insectes lépidoptères de la famille des Sphingidae, de la sous-famille des Macroglossinae, de la tribu des Dilophonotini et du genre Eupyrrhoglossum.

## Description

### L'Imago
L'espèce est semblable à Eupyrrhoglossum sagra, mais l'aile avant montre sept lignes noires traverses entre la base et la nervure CuAU1 ; également la bande jaune sur l'aile postérieure a des limites communes floues.
L'aile arrière est grisâtre avec une large bande jaune en dehors. Celle-ci est plus pâle que celles des deux autres espèces du genre ; elle tend à s'élargir près de la marge antérieure. Le revers est brunâtre roux vers l'extérieur et tend à devenir grisâtre vers l'intérieur.  
La tête est pourvue d'une crête médiane moins prononcée que chez Eupyrrhoglossum sagra, ainsi que le thorax ; les yeux sont très développés.

### La chenille
La chenille est verte et cylindrique ; elle présente le croissant caudal sur la huitième urotergite.

## Biologie
Les imagos éclosent des chrysalides formées dans des cocons lâches filés parmi la litière de surface. L'éclosion peut se produire dans les quinze jours.
Au cours de l'accouplement, les femelles attirent les mâles par une phéromone libérée par une glande située dans l'abdomen. 

### Période de vol
L'espèce est pluriannuelle et les spécimens adultes peuvent être capturés pendant tous les mois de l'année.

### Alimentation
Les adultes se nourrissent du nectar des fleurs.
Les chenilles se nourrissent sur Guettarda macrosperma et Chomelia spinosa et d'autres espèces de la famille des Rubiacées.

## Distribution et habitat
Distribution
Brésil, (localité type) et Venezuela.
Habitat
il est représenté par des forêts tropicales et subtropicales, du niveau de la mer jusqu'à des altitudes modestes.

## Systématique
L’espèce Eupyrrhoglossum venustum  a été décrite par les entomologistes Lionel Walter Rothschild et Karl Jordan, en 1910.

### Taxinomie
Pas de sous-espèce décrite.